# All Eyez on Me (film)
All Eyez on Me är en amerikansk biografisk film om Tupac Shakur från 2017, i regi av Benny Boom. Titeln på filmen kommer från Shakurs fjärde soloalbum.
Shakur spelas av Demetrius Shipp Jr som är son till Demetrius Shipp, Sr, en av producenterna till låten "Toss It Up" från albumet The Don Killuminati: The 7 Day Theory.